# Décès en 1956
Décès
- 1952
- 1953
- 1954
- 1955
- 1956
- 1957
- 1958
- 1959
- 1960

Cet article présente une liste de personnalités mortes au cours de l'année 1956.

Les mois de l'année font également l'objet de listes spécifiques :

## Décès par mois

### Inconnu
- Conrad Hector Raffaele Carelli, peintre aquarelliste italien (° 1866).
- Albert Copieux, peintre, aquarelliste et graveur français (° 1885).
- Nicolas De Corsi, peintre italien (° 5 août 1882).
- Émile Delobre, peintre français (° 20 février 1873).
- Constant Duval, peintre, affichiste et dessinateur français (° 30 octobre 1877).
- Anne-Marie Feuchères, peintre et pastelliste française (° 1892).
- Emilio Sommariva, photographe et peintre italien (° 1883).

### Janvier
- 1er janvier : Octave Join-Lambert, archéologue et peintre français (° 4 juin 1870).
- 3 janvier : Pierre Flye Sainte-Marie, officier, explorateur et peintre français (° 8 mars 1869).
- 5 janvier : Mistinguett (Jeanne Bourgeois), chanteuse, danseuse française (° 3 avril 1875).
- 7 janvier : Émile Forget, contre-amiral français (° 4 août 1872).
- 8 janvier : Nathan Grunsweigh, peintre polonais et français (° 2 avril 1880).
- 9 janvier :
  - Paul de Maleingreau, compositeur et organiste belge (° 23 novembre 1887).
  - Mohamed el Kamel, chansonnier, comédien et auteur-compositeur-interprète algérien (° 1919).
- 10 janvier : César Moro, poète et peintre surréaliste péruvien (° 31 août 1903).
- 11 janvier : Charles Genty, caricaturiste, illustrateur, graveur sur bois, aquafortiste et peintre français (° 17 juin 1876).
- 12 janvier : Martha Burkhardt, peintre et photographe suisse (° 30 avril 1874).
- 13 janvier : Lyonel Feininger, peintre et caricaturiste germano-américain (° 17 juillet 1871).
- 14 janvier : Lawson Butt, acteur et réalisateur anglais (° 4 mars 1880).
- 15 janvier :
  - Joseph-Georges Caron, homme politique canadien (° 4 décembre 1896).
  - Bartolomé Pérez Casas, compositeur et chef d'orchestre espagnol (° 24 janvier 1873).
- 18 janvier :
  - Maurice Brançon, homme politique et syndicaliste français (° 12 février 1887).
  - Arnold Leese, homme politique britannique (° 16 novembre 1878).
  - Navvab Safavi, militant islamiste iranien (° 9 octobre 1924).
- 19 janvier :
  - Prabodh Chandra Bagchi, philologue indien (° 18 novembre 1883).
  - Charles Dingle, acteur américain (° 28 décembre 1887).
- 21 janvier : Felipe Sánchez-Román, juriste et homme politique espagnol (° 18 décembre 1898).
- 23 janvier : Sir Alexander Korda, cinéaste britannique d'origine hongroise (° 16 septembre 1893).
- 29 janvier :
  - Ciro Galvani, acteur italien (° 10 avril 1867).
  - Juan Pellicer, footballeur espagnol (° 21 février 1901).

### Février
- 1er février : Oscar Bossaert, homme politique, industriel et footballeur belge (° 5 novembre 1887).
- 2 février : Piotr Kontchalovski, peintre russe (° 21 février 1876).
- 3 février : Émile Borel, Mathématicien français (° 7 février 1871).
- 6 février :
  - Henri Chrétien, inventeur français du dispositif optique de l'Hypergonar sur lequel est basé le CinemaScope (° 1er février 1879).
  - Jean Laudy, peintre néerlandais (° 4 mai 1877).
- 13 février : Jan Łukasiewicz, logicien polonais (° 21 décembre 1878).
- 16 février : Frank H. Wilson, acteur, chanteur, dramaturge, metteur en scène et scénariste américain (° 4 mai 1885).
- 18 février :
  - Gustave Charpentier, compositeur français (° 25 juin 1860).
  - Joseph Hurard, peintre français (° 3 août 1887).
  - Konstantin Päts, homme d'État estonien (° 23 février 1874).
  - Kliment Red'ko, graphiste et peintre russe puis soviétique (° 27 octobre 1897).
- 20 février : Lucien Ludovic Madrassi, peintre français (° 4 juillet 1881).
- 22 février : Paul Léautaud, écrivain français (° 18 janvier 1872).
- 23 février :
  - Marcel Griaule, ethnologue français (° 16 mai 1898).
  - René Vallette, peintre et illustrateur français (° 27 septembre 1874)
- 28 février : 
  - Louis Bernard, homme politique français (° 26 janvier 1886).
  - Charles Cruchon, coureur cycliste français (° 20 mai 1883).
- ? février : Claude Guillon-Verne, compositeur et chroniqueur musical français (° 26 septembre 1879).

### Mars
- 7 mars : Louise Lavrut, peintre française (° 28 février 1874).
- 9 mars : Joseph Bergès, peintre français (° 31 mai 1878).
- 10 mars : Jan Zaorski, chirurgien et universitaire polonais (° 6 mai 1887).
- 11 mars : Peter Petersen, acteur allemand et autrichien (° 18 novembre 1876).
- 15 mars : Ernst Rüdiger Starhemberg, homme d'État austro-hongrois puis autrichien (° 10 mai 1899).
- 16 mars : Jack Curtis, acteur américain (° 28 mai 1880).
- 17 mars :
  - Fred Allen, comédien américain (° 31 mai 1894).
  - Irène Joliot-Curie, physicienne et chimiste française (° 12 septembre 1897).
- 18 mars :
  - Marcel Arnaud, peintre français (° 8 octobre 1877).
  - Louis Bromfield, romancier américain (° 27 décembre 1896).
- 19 mars : Ernst Neumann, peintre et graveur canadien-hongrois  (° 27 mai 1907).
- 21 mars : Onofrio Tomaselli, peintre italien (° 3 août 1866).
- 22 mars : Eduardo Lonardi, militaire putschiste et homme politique argentin (° 15 septembre 1896).
- 23 mars : Hüseyin Namık Orkun, historien et linguiste turc (° 15 août 1902).
- 24 mars : Henriette Morel, peintre française  (° 1er décembre 1883).
- 25 mars : Robert Newton, acteur britannique (° 1er juin 1905).
- 28 mars :
  - Charles Fouqueray, peintre, illustrateur, lithographe et affichiste français (° 23 avril 1869).
  - Eleanor Whitton, militante pour les droits des animaux (° 1879).
- 29 mars : Olena Kysilevska, journaliste, écrivaine et femme politique ukrainienne (° 24 mars 1869).
- 30 mars : Arthur Hartmann, violoniste, altiste et compositeur américain (° 22 juillet 1881).
- ? mars : Henri Deraedt, homme politique belge (° 23 décembre 1888).

### Avril
- 2 avril : Filippo De Pisis, peintre italien (° 11 mai 1896).
- 3 avril : Carlos Ibarguren, universitaire, juriste, historien et homme politique argentin (° 18 avril 1877).
- 7 avril : Gabriel Antoine Barlangue, dessinateur, graveur, illustrateur et peintre français (° 24 février 1874).
- 13 avril :
  - Alfred Birlem, footballeur et arbitre allemand de football (° 10 janvier 1888).
  - Emil Nolde, peintre et aquarelliste allemand (° 7 août 1867).
- 14 avril : Blanche Monod, peintre suisse (° 12 mai 1880).
- 16 avril : Pierre de Belair, peintre français (° 29 octobre 1892).
- 17 avril : Louis Favre, peintre, lithographe, écrivain et inventeur français (° 15 septembre 1892).
- 23 avril : Verner Forsten, homme politique finlandais (° 28 novembre 1885).
- 24 avril : Henry Stephenson, acteur anglais (° 16 avril 1871).
- 26 avril : Edward Arnold, acteur américain (° 18 février 1890).
- 28 avril : Vigor Lindberg, footballeur international suédois (° 26 avril 1899).
- 29 avril : Giuseppe Ferdinando Piana, peintre italien (° 3 décembre 1864).

### Mai
- 5 mai : Aimée Rapin, peintre suisse (° 14 décembre 1868).
- 6 mai : Arthur Vanderstuyft, coureur cycliste belge (° 23 décembre 1883).
- 12 mai : Louis Calhern, acteur américain (° 19 février 1895).
- 13 mai : Alexandre Fadeïev, romancier russe puis soviétique (° 24 décembre 1901).
- 18 mai : Auber Octavius Neville, homme politique britannique puis australien (° 20 novembre 1875)
- 19 mai : Gianni Vagnetti, peintre italien (° 21 mars 1898).
- 20 mai : Henry Milne Scott, joueur de cricket puis avocat et homme politique fidjien (° 10 avril 1876).
- 22 mai :
  - Jos Jullien, médecin généraliste, homme politique, préhistorien, peintre, graveur et homme de lettres français (° 2 janvier 1877).
  - Richard Stanton, acteur et réalisateur américain (° 8 octobre 1876).
- 23 mai : André Villeboeuf, illustrateur, peintre, aquarelliste, graveur, écrivain et décorateur de théâtre français (° 2 avril 1893).
- 29 mai : Juan Pistarini, général et homme politique argentin (° 23 décembre 1882).

### Juin
- 1er juin : Pierre Brune, peintre français (° 26 janvier 1887).
- 7 juin : Julien Benda, écrivain et philosophe français (° 26 décembre 1867).
- 8 juin : Marie Laurencin, peintre français (° 31 octobre 1883).
- 9 juin : B. Reeves Eason, réalisateur, scénariste, acteur et producteur de cinéma américain (° 2 octobre 1886).
- 14 juin : Alport Barker, propriétaire de journal et homme politique fidjien (° vers 1874).
- 15 juin : 
  - Antonio Aparisi-Serres, médecin et écrivain franco-espagnol (° 27 octobre 1883).
  - Ernst Leitz, homme d'affaires allemand, fondateur de Leica (° 1er mai 1871).
- 17 juin : Enrico Prampolini, peintre, sculpteur et designer italien (° 20 avril 1894).
- 19 juin : Fernand Lantoine, peintre et dessinateur français (° 13 avril 1876).
- 18 juin : Dawson Trotman, Évangéliste américain (° 25 mars 1906).
- 22 juin : Pierre-Albert Bégaud, peintre portraitiste et paysagiste français (°  19 septembre 1901).
- 23 juin : Reinhold Glière, compositeur postromantique russe puis soviétique d'origine allemande (° 11 janvier 1875).
- 25 juin : Michio Miyagi, musicien et compositeur de koto japonais (° 7 avril 1894).

### Juillet
- 7 juillet : Gottfried Benn, écrivain allemand (° 2 mai 1886).
- 10 juillet : Antonio Discovolo, peintre italien (° 25 décembre 1874).
- 12 juillet : Maurice Auguste Lippens, homme d'État belge (° 21 août 1875).
- 16 juillet :
  - Stanley Blystone, acteur américain (° 1er août 1894).
  - Stéphanie Bouvard, syndicaliste française (° 27 mai 1872).
- 23 juillet : 
  - Alessandro Anzani, pilote de motos, constructeur de moteurs (° 5 décembre 1877).
  - Jeanne Judith Croulard, peintre française (° 13 janvier 1875).
  - Ella Young, écrivaine irlandaise (° 26 décembre 1867).
- 27 juillet, Leopold Petznek, homme politique austro-hongrois puis autrichien (° 30 juin 1881).

### Août
- 1er août : René Franquès, footballeur français (° 10 novembre 1910).
- 8 août : Christian Courtois, historien français (° 20 juillet 1912).
- 11 août : Jackson Pollock, peintre américain (° 28 janvier 1912).
- 14 août :
  - Bertolt Brecht, dramaturge allemand (° 10 février 1898).
  - Charles-Paul Dufresne, graveur au burin, dessinateur, illustrateur et peintre français (° 18 janvier 1885).
  - Jaroslav Řídký, compositeur, chef d'orchestre, harpiste et professeur de musique tchèque (° 25 août 1897).
- 16 août : Theodor Pallady, peintre roumain (° 11 avril 1871).
- 21 août : Marcel Cadolle, coureur cycliste français (° 21 décembre 1885).
- 23 août : Galileo Chini, graphiste, architecte, scénographe, céramiste et peintre italien du style Art nouveau (° 2 décembre 1873).
- 24 août :
  - Kenji Mizoguchi, réalisateur japonais (° 16 mai 1898).
  - Barry Norton, acteur argentin (° 16 juin 1905).
- 25 août : 
  - Alfred Kinsey, scientifique américain (° 23 janvier 1894).
  - Charles Gallissot, mathématicien et astronome français (° 6 mai 1882).
- 27 août : Joseph Notelet, peintre et dessinateur post-impressionniste français (° 28 mars 1874).
- 29 août : Émile Gaudissard, architecte, sculpteur, peintre, lithographe, tapissier, décorateur et écrivain français (° 15 décembre 1872).
- 30 août : Aita Donostia, prêtre et musicien espagnol (° 10 janvier 1886).

### Septembre
- 10 septembre : Clara Beranger, scénariste américaine (° 14 janvier 1886).
- 16 septembre : Fernand Jouteux, compositeur et chef d'orchestre français (° 11 janvier 1866).
- 19 septembre : Ferdinand Holthausen, philologue allemand (° 9 septembre 1860).
- 24 septembre : Adolfo Konder, homme politique brésilien (° 16 février 1884).
- 25 septembre :
  - Lucien Febvre, historien français (° 22 juillet 1878).
  - Zighoud Youcef, membre du FLN combattant pendant la guerre d'Algérie (° 18 février 1921).
- 27 septembre : 
  - Andrée Benon, peintre paysagiste et portraitiste française (° 17 septembre 1887).
  - Piero Calamandrei, professeur d'université et homme politique italien (° 21 avril 1889).
  - Gerald Finzi, compositeur britannique (° 14 juillet 1901).

### Octobre
- 1er octobre : Stan Ockers, coureur cycliste belge (° 3 février 1920).
- 5 octobre : Joseph Oberthur, peintre, dessinateur et écrivain français (° 25 avril 1872).
- 7 octobre :
  - Clarence Birdseye, inventeur américain (° 9 décembre 1886).
  - Oreste Conte, coureur cycliste italien (° 19 juillet 1919).
- 9 octobre : Hassard Short, acteur, metteur en scène, décorateur, éclairagiste et producteur de théâtre anglais (° 15 octobre 1877).
- 10 octobre : Suez : David Seymour, photographe (° 20 novembre 1911).
- 13 octobre : 
  - Otto Tangen, coureur norvégien du combiné nordique (° 28 janvier 1886).
  - Augustin Jean Ukken, prêtre catholique syro-malabar, vénérable (° 19 décembre 1880).
- 15 octobre : Jules Rimet, fondateur du Red Star, président de la fédération française de football, puis de la FIFA (° 14 octobre 1873).
- 19 octobre : Emanuel Jonasson, compositeur et musicien suédois (° 23 février 1886).
- 22 octobre : Arthur Lowe, joueur de tennis britannique (° 29 janvier 1886).
- 26 octobre :
  - Louis Rosier, coureur automobile français (° 5 novembre 1905).
  - Otto Scheff, nageur et homme politique austro-hongrois puis autrichien (° 12 décembre 1889).
- 31 octobre : César Espinoza, footballeur chilien (° 28 septembre 1900).

### Novembre
- 3 novembre : 
  - Caesar Cardini, restaurateur italien, créateur de la Salade César (° 24 février 1896).
  - Jean Metzinger, peintre et graveur français (° 24 juin 1883).
- 4 novembre : Jules Saliège, cardinal français, archevêque de Toulouse (° 24 février 1870).
- 5 novembre : Art Tatum, pianiste de jazz américain (° 13 octobre 1909).
- 12 novembre : Eugenio Bonivento, peintre italien (° 8 juin 1880).
- 15 novembre :
  - Henri Morisset, peintre français (° 6 avril 1870).
  - Kazimierz Czyński, acteur, metteur en scène et réalisateur polonais (° 6 février 1891)
- 19 novembre : Francis L. Sullivan, acteur anglais (° 6 janvier 1903).
- 25 novembre : Alexandre Dovjenko, cinéaste soviétique (° 10 septembre 1894).
- 29 novembre : Austin Hudson, homme politique britannique (° 6 février 1897).

### Décembre
- 3 décembre : Alexandre Rodtchenko, peintre, sculpteur, photographe et designer russe (° 23 novembre 1891).
- 6 décembre :
  - Charles de Kergariou, peintre français (° 10 juillet 1899).
  - Bhimrao Ramji Ambedkar, juriste et homme politique indien (° 14 avril 1891).
- 7 décembre :
  - Ñico López, révolutionnaire et homme politique cubain (° 2 octobre 1932).
  - Cosme de la Torriente y Peraza, soldat, homme politique, juriste et homme d'État cubain (° 27 juin 1872).
- 8 décembre :
  - Jimmy Angel, aviateur et explorateur américain (° 1er août 1899).
  - René Bedia Morales, révolutionnaire cubain (° 30 avril 1923).
- 12 décembre : John Elliott, acteur américain (° 5 juillet 1876).
- 13 décembre :
  - Antonio Gelabert, coureur cycliste espagnol (° 7 septembre 1921).
  - Arthur Grimble, fonctionnaire colonial et écrivain britannique (° 11 juin 1888).
- 15 décembre : José Sabogal, peintre, professeur et essayiste péruvien (° 19 mars 1888).
- 19 décembre : Gusztáv Oláh, directeur d'opéra, scénographe et modéliste hongrois (° 20 août 1901).
- 20 décembre :
  - Ramón Carrillo, neurochirurgien, neurobiologiste, médecin et homme politique argentin (° 7 mars 1906).
  - Charley Rogers, acteur, réalisateur et scénariste anglais (° 15 janvier 1887).
- 22 décembre : Henri Callot, peintre et escrimeur français (° 20 décembre 1875).
- 24 décembre : Fred Money, peintre et illustrateur français (° 8 mai 1882).
- 26 décembre : Holmes Herbert, acteur britannique (° 30 juillet 1882).
- 27 décembre : Rudolf Frentz, peintre russe puis soviétique (° 4 août 1888).
- 28 décembre :
  - Mary Piriou, peintre et graveuse française (° 16 octobre 1881).
  - Jean Pougny, peintre franco-russe (° 22 février 1890).